# Rogberga församling
Rogberga församling var en församling i Växjö stift och i Jönköpings kommun. 
Församlingen uppgick 2006 i Rogberga-Öggestorps församling.
Församlingskyrka var Rogberga kyrka.

## Administrativ historik
Församlingen har medeltida ursprung.
Församlingen utgjorde tidigt ett eget pastorat för att sedan från omkring 1400 till 1962 vara moderförsamling i pastoratet Rogberga och Öggestorp. Från 1962 till 1995 var församlingen moderförsamling i pastoratet Rogberga, Öggestorp, Barnarp och Ödestugu, för att från 1995 vara moderförsamling i pastoratet Rogberga och Öggestorp. Församlingen uppgick 2006 i Rogberga-Öggestorps församling.
Församlingskod var 068015.

## Areal
Rogberga församling omfattade den 1 januari 1976 en areal av 73,5 kvadratkilometer, varav 70,8 kvadratkilometer land.